# Бакет (Сондрио)
Бакет је насеље у Италији у округу Сондрио, региону Ломбардија.
Према процени из 2011. у насељу је живело 69 становника. Насеље се налази на надморској висини од 274 м.